# Левенсон, Павел Яковлевич
Павел Яковлевич Левенсон (1837, Каменец, Подольская губерния, Российская империя — 3 января 1894, Санкт-Петербург, Российская империя) — русский юрист и писатель
.

## Биография
Родился в 1837 году в городе Каменец, Подольской губернии, в Российской империи (ныне Каменец-Подольский, Хмельницкая область, Украина). Изначально обучался в домашних условиях, изучал древнееврейский язык и Талмуд. В 1863 году уехал в Санкт-Петербург, где окончив в 1871 году юридический факультет Санкт-Петербургского университета, был присяжным поверенным округа Санкт-Петербургской судебной палаты. В своей литературной деятельности освещал темы, связанные с жизнью еврейского народа. Поднимал вопросы, связанные с еврейскими погромами и отношением к ним со стороны иностранных правительств (статья «Вблизи и вдали», опубликованная в журнале «Восход» за 1881 год). Боролся с обвинениями евреев в убийствах христианских детей в ритуальных целях (статья «Памяти старого суда, отчет о саратовском деле 50-х годов» в «Журнале гражданского и уголовного права» за 1880 год, а также статья «Ещё о саратовском деле», апрельский выпуск журнала «Восход» за 1881 год). Помимо многочисленных статей в «Восходе», Левенсон вёл отделы гражданской хроники в «Судебном Вестнике» 1870-х гг. и уголовной хроники в «Журнале гражданского и уголовного права»; для издания Ф. Ф. Павленкова: «Биографии замечательных людей» написал биографии Беккариа и Бентама. Сотрудничал также с редакциями изданий «Рассвет» и «Русский еврей», для которых писал статьи, в частности «Итоги Кутаисского процесса» для второго номера «Рассвета» за 1879 год. Участие Левенсона к еврейскому народу не ограничивалось только литературной деятельностью. Он известен членством в «Обществе распространения просвещения», «Ремесленном и земледельческом фонде» и, как можно вывести по письму к Л. О. Леванда, он принимал активное участие в учреждении «Общества для вспомоществования евреям-земледельцам в Сирии и Палестине». Умер 3 января 1894 года, похоронен на еврейском Преображенском кладбище в Санкт-Петербурге. Память его, в числе других умерших примерно в то же время судебных деятелей, была почтена в Санкт-Петербургском юридическом обществе речью А. Ф. Кони.

## Книги
- Левенсон П. Я. Чезаре Беккариа. Его жизнь и общественная деятельность. Серия «Жизнь замечательных людей». Биографическая библиотека Ф. Павленкова. СПб: Тип. Товарищества «Общественная польза», 1893.
- Левенсон П. Я. Иеремия Бентам. Его жизнь и общественная деятельность. Серия «Жизнь замечательных людей». Биографическая библиотека Ф. Павленкова. СПб: Тип. Товарищества «Общественная польза», 1893.